# Brimidius granulipennis
Brimidius granulipennis là một loài bọ cánh cứng trong họ Cerambycidae.